# Жінки жартують серйозно
«Жінки́ жарту́ють серйо́зно» (інша назва — «Фантазія соль мажор») — український радянський художній фільм режисера Костянтина Єршова, знятий 1981 року на київській кіностудії ім. О. Довженка. Прем'єра відбулася у серпні 1981 року.

## Сюжет
Фільм складається з трьох новел, пов'язаних між собою монологом головного героя, який розповідає історію свого кохання. Колись у дитинстві він закохався у дівчинку, на ім'я Женя, але остання виявилася байдужою до хлоп'ячих почуттів. З того часу Борис шукає її образ в інших жінках.
Також у фільмі є футбольна складова, присутні документальні кадри з Валерієм Лобановським.

## Акторський склад
- Леонід Філатов — Борис Проворний
- Михайло Битний-Шляхта — Борис у дитинстві та юності
- Ірина Мельник — Женя Верболоз, Женя перша
- Ольга Матешко — Женя друга
- Євгенія Стерлик — Женя третя
- Анатолій Адоскін — Федір Федорович, вчитель математики
- Олександр Ануров — Іван Платонович, вчитель історії
- Михайло Свєтін — Федір Семенович, вчитель хімії
- Дмитро Наливайчук — Геннадій, старший брат Жені
- Олександр Стерлик — Віктор, молодший брат Жені
- Галина Довгозвяга — Люся, працівниця НДІ
- Ірина Губанова — Ірма, працівниця НДІ
- Галина Демчук — Марія, працівниця НДІ
- Лідія Чащина — Гера, працівниця НДІ
- Ірина Буніна — «Криша», працівниця НДІ
- Катерина Фокіна — Катя, працівниця НДІ
- Римма Полонська — Клава, працівниця НДІ
- Олена Чекан — Ліза, працівниця НДІ
- А. Героєв — епізод
- Микола Гудзь — Ігорок, офіціант ресторану «Млин»
- М. Дзицюк — епізод
- Степан Донець — епізод
- Михайло Ігнатов — тренер
- Світлана Кондратова — жінка в ресторані
- І. Конончук — лікар
- Василь Очеретяний — Коля-вентилятор
- Р. Шаболовська — жінка на катері
- Сергій Рибальченко — епізод
- Костя Богатиренко — епізод
- Костянтин Єршов — глядач на стадіоні, який впізнав Бориса (в титрах немає)
- Михайло Беліков — гість Жені (в титрах немає)
- В'ячеслав Криштофович — гість Жені (в титрах немає)
- Віктор Андрієнко — епізод (в титрах немає)

## Знімальна група
- Режисер-постановник: Костянтин Єршов
- Сценарист: Костянтин Єршов
- Оператор-постановник: Микола Кульчицький
- Монтаж: Марія Зорова, Євгенія Головач
- Комбіновані зйомки: Володимир Дубровський
- Композитор: Яків Лапинський
- Звукооператор: Галина Калашникова
- Художник: Сергій Бржестовський
- Художник по костюмах: Світлана Побережна
- Директор картини: Тетяна Кульчицька
- Редактор: Інеса Размашкіна

## Нагороди
- 1983 — МКФ «Молодість»: Приз і диплом Михайлу Битному-Шляхті за Найкращу чоловічу роль.